# Somethin' Special (Beijing Olympic Mix)
Somethin' Special è una canzone della cantante pop Colbie Caillat, pubblicata il 29 luglio 2008. Fu inserita nella compilation pubblicata per dare sostegno agli atleti americani che partecipavano alle Olimpiadi estive di Pechino nel 2008. Un video musicale promozionale del brano è stato pubblicato nel mese di agosto del 2008.

## Classifiche
| Classifica (2008) | Posizione massima |
| ----------------- | ----------------- |
| Stati Uniti       | 98                |